# حسن الخراط
حسن الخراط (عربی: حسن الخراط)(زاده: ۱۸۶۱ یا ۱۸۷۵ - درگذشته ۲۵ دسامبر ۱۹۲۵) یکی از رهبران انقلاب کبیر سوریه علیه قیمومیت فرانسه بر سوریه و از مشهورترین نظامیان و رهبران انقلابیون دمشق و ریف غوطه است. الخراط در اوت ۱۹۲۵ به انقلابیون پیوست و تا اواسط ماه اکتبر تهاجمات انقلابیون علیه ارتش فرانسه را در دمشق فرماندهی می‌کرد بنحوی که در زمان کوتاهی توانستند بر محل اقامت کمیسر عالی فرانسه موریس سارای مسلط شوند ولی به دلیل بمباران شدید فرانسویان مجبور به عقب‌نشینی شده و در یک کمین که فرانسویها برای او و همرزمانش در غوطه گذاشته بودند به‌قتل رسید. مردم سوریه الخراط را به دلیل فعالیت‌هایی که علیه فرانسویان انجام داده بود به عنوان یک قهرمان بحساب می‌آورند.

## سیر زندگی
در دوران قرار گرفتن سوریه در قیمومیت فرانسه که از اواسط سال ۱۹۲۰ شروع شد او به عنوان رهبر سنتی جوانان محله در روستا قرار گرفت که مسئولیت وی مقابله با ظلم و دفاع از ناموس مردم در مقابل مجرمین محلی بود. در حقیقت این رهبران سنتی افرادی مورد اعتماد بودند که دارای شخصیت توانمند در انجام کارها بودند که به حمایت از فقرا و اقلیت‌ها برمی‌خاست.

## نقش وی در انقلاب کبیر سوریه

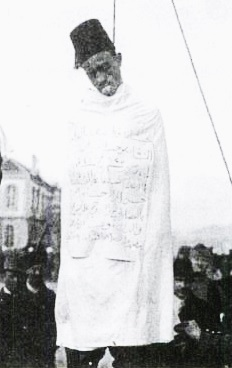
فخری الخراط فرزند حسن الخراط بدستور منسوبین قیمومت فرانسه درسال ۱۹۲۶ در میدان المرجه دمشق بدار آویخته شد

### نقش در انقلاب سوریه
در اواسط تابستان ۱۹۲۵ سلطان پاشا الاطرش رزمندگان قبیله دروز را بخاطر دستگیری و زندانی کردن سه نفر از رهبران شناخته شده عشیره در دمشق در کوه العرب علیه حاکمیت فرانسه جمع آورد و این شروع انقلاب علیه قیمومیت فرانسه بود. مخاصمات بین آن‌ها و نیروهای فرانسوی سال‌ها ادامه داشت و منبع الهام ملی‌گرای سوریه برای شرکت در این نبرد گردید بنحوی‌که طغیان و سرپیچی به شمال دمشق و سایر نقاط کشانده شد. الخراط به‌لحاظ سیاسی با نسیب البکری که از شخصیت‌های دمشق بود ائتلاف نمود که به عنوان حلقه وصلی بین عشیره الاطرش و سایر معترضین در دمشق و غوطه عمل می‌کرد.

### پیوستن به انقلابیون و ادامه فعالیت‌ها
در اوت ۱۹۲۵ بدنبال جلسه‌ای که بین البکری و الشهبندر برگزار شد، البکری، حسن الخراط را برای پیوستن به انقلاب تشویق نمود و بدنبال آن الخراط اقدام به جمع‌آوری نیرو از میان مردان دمشق نمود. الخراط همچنین با محمد الحجازی، رهبر مذهبی صوفی در دمشق، متحد شد. این دو با یکدیگر یک «کمپین اسلامی» برگزار کردند که به میزان زیادی از مفهوم انقلاب سکولار دور بود.
حسن الخراط در این دوره به سرعت رشد کرد، و در حملات شبانه به تأسیسات فرانسوی در دمشق هدایت نیروهایش را انجام می‌داد. در مناطق الشاغور، بازار ساروجه، و الجزماتیه الخراط و نیروهایش توانستند تمام ساختمان‌های فرانسوی را در این مناطق نابود کنند و به‌طور مستقیم با گشت‌های ارتش فرانسوی درگیر شده و آن‌ها را خلع سلاح یا اسیر کنند.
در هفته اول ماه اکتبر، ۶۰ ژاندارم فرانسوی برای دستگیری الخراط و مبارزانش فرستاده شد. ژاندارم‌های فرانسوی در خانه کدخدای روستای الملیحه مستقر شده بودند. در ساعتی از شب، ائتلافی از انقلابیون دمشق و غوطه، و جبل العرب به کمین ژاندارمهای فرانسوی نشسته و توانستند کل نفرات آن یگان را به اسارت بگیرند ویک ژاندارم فرانسوی نیز کشته شد.

### نبرد ۱۲ اکتبر

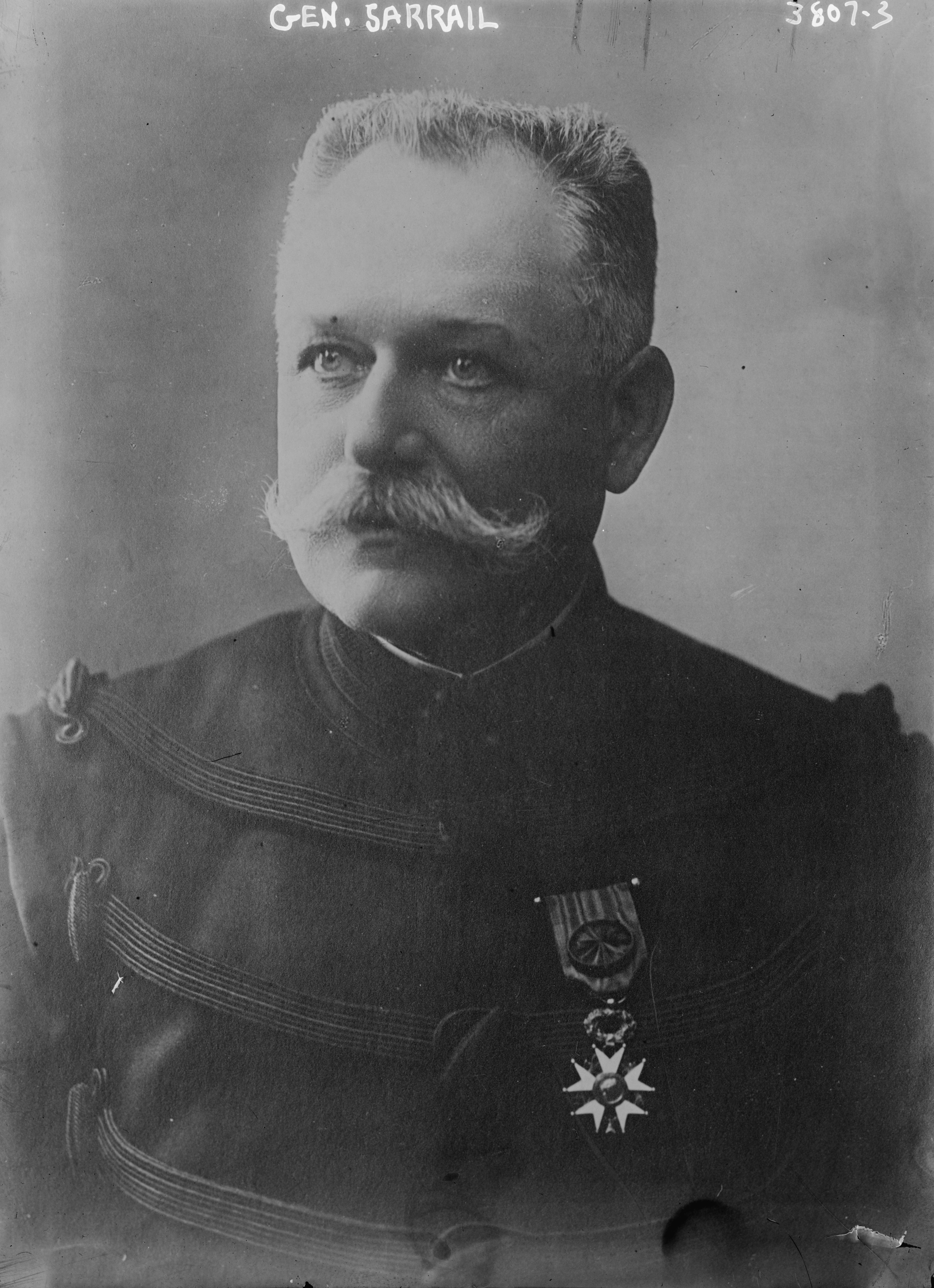
ژنرال موریس پاول سارای نماینده عالی قیمومیت فرانسه بر سوریه

در ۱۲ اکتبر، نیروهای فرانسوی با حمایت تانک‌ها، توپخانه و پشتیبانی هوایی عملیات گسترده‌ای را به منظور محاصره و دستگیری انقلابیون غوطه در جنگل الزور راه‌اندازی کردند؛ ولی با کمک گرفتن از واحدهای تک تیرانداز خود نیز موفق به گرفتن شورشیان نشدند؛ زیرا برخی از ساکنان الملیحه از پیش طرح ارتش فرانسه را به شورشیان اطلاع دادند و نیروهای فرانسوی نیز پس از عملیات، روستا را غارت کرده و به آتش کشیدند.

### نبرد دمشق
در نتیجه این حوادث پی در پی و فشار یگانهای انقلابیون الدروز، البکری عملیات کنترل بر قلعه دمشق را طراحی کرد. انقلابیون نیز دریافتند که ژنرال موریس پاول سارای در ۱۷ یا ۱۸ اکتبر قرار است به نیابت از فرانسه به عنوان مسئول در سوریه مستقر شود. یکی از اهداف انقلابیون دست یافتن به ژنرال موریس بود. در آنزمان تنها نیروی متمرکز موجود در دمشق نفرات الخراط بودند که با نیروهایی از رزمندگان جبل العرب ترکیب شده بودند.
البکری نامه‌ای به سلطان پاشا الاطرش فرستاد و خواستار نیروی کمکی شد. الاطرش پاسخ داد و نوشت که او اقدام به عملیات در حوران خواهد نمود ولی با اینحال نیروی کمکی برای حمایت از انقلابیون دمشق خواهد فرستاد.

### حوادث ۱۸ اکتبر
در ۱۸ اکتبر، حسن الخراط ۴۰ نفر را در محله الشاغور فرماندهی کرد. تعداد زیادی از ساکنان با شور و شوق شورشیان را مورد استقبال قرار دادند و بسیاری از ساکنان آن‌ها را در آغوش گرفتند. مردان الخراط ابتدا کنترل ایستگاه پلیس در محله را بدست آوردند و سپس سربازان حفاظت را خلع سلاح کردند. در آن زمان، رمضان شلاش، رهبر شورشیان در دیر الزور، با حدود ۲۰ تن از جنگجویان عشایری به آن‌ها پیوست.
این نبرد گسترش یافت و جنگجویان البکری و رزمندگان محله المیدان به مناطق مسکونی یورش بردند و بسیاری از غیرنظامیان به شورشیان پیوستند. الخراط دستور داد تا هر کس را که در ارتباط با ارتش فرانسه بوده بکشند علاوه برآن حدود ۱۸۰ سرباز فرانسوی نیز در جریان نبرد کشته شده بودند. او بعداً تمامی قسمت‌های قدیمی شهر را کنترل کرد و برای جلوگیری از ورود نیروهای فرانسوی موانعی ایجاد نمود. ژنرال سارای نیز دستور داد که این شهر را تحت بمباران هوایی زیادی قرار دهند. به گفته فیلیپ خوری مورخ، ۱۵۰۰ نفر در این بمباران کشته شدند.

## درگذشت
الخراط و سربازانش به غوطه شرقی رفتند و فرانسویان در جنگل طلایی در یکی از روستاهای غوطه شرقی آن‌ها را به محاصره درآوردند، که منجر به مرگ او در ۲۵ دسامبر سال ۱۹۲۵ شد، زمانی که فرانسویان از مرگ او مطلع شدند، بسیار شاد شدند و در بین افسران ارتش فرانسه که در آن روز بمباران و جنگ شرکت داشتند مدال توزیع نمودند.